# Список найсильніших шахових турнірів
Список подає роки й переможців найвидатніших міжнародних шахових турнірів.

## Загальний огляд
Перший відомий міжнародний шаховий турнір найвищого рівня відбувся 1575 року при дворі короля Іспанії Філіппа II (див. Мадридський турнір 1575).
Сучасні міжнародні турніри проводять з 1851 року, коли в Лондоні організовано офіційний «Перший міжнародний шаховий турнір». Другий міжнародний турнір найвищого рівня відбувся в Нью-Йорку 1857 року, а третій — у Лондоні 1862.
Від 1880-х років практично щороку організовували значний міжнародний турнір, а з 1900-х років їх кількість зросла до 2-3 на рік. З 1960-х шаховий календар містив уже близько 5-10 елітних міжнародних турнірів щороку.

## До 1880
| Рік  | Місце проведення | Переможець                             | Друге місце                              | Третє місце                            |
| ---- | ---------------- | -------------------------------------- | ---------------------------------------- | -------------------------------------- |
| 1851 | Лондон           | Адольф Андерсен                        | Мармадюк Вайвілл                         | Елайджа Вільямс                        |
| 1857 | Нью-Йорк         | Пол Морфі                              | Луї Паульсен                             | Теодор Ліхтенгайн                      |
| 1862 | Лондон           | Адольф Андерсен                        | Луї Паульсен                             | Джон Овен, Джордж Алькок Макдоннелл    |
| 1866 | Лондон           | Вільгельм Стейніц                      | С. Дж. Ґрін                              | Абрагам Мокатта                        |
| 1867 | Данді            | Ґустав Нойман                          | Вільгельм Стейніц                        | Сесіл Де Вер, Джордж Алькок Макдоннелл |
| 1867 | Париж            | Іґнац фон Коліш                        | Шимон Вінавер                            | Вільгельм Стейніц                      |
| 1870 | Баден-Баден      | Адольф Андерсен                        | Вільгельм Стейніц                        | Джозеф Генрі Блекберн, Ґустав Нойман   |
| 1873 | Відень           | Вільгельм Стейніц                      | Джозеф Генрі Блекберн                    | Адольф Андерсен                        |
| 1877 | Ляйпциг          | Луї Паульсен                           | Адольф Андерсен, Йоганн Герман Цукерторт |                                        |
| 1878 | Париж            | Йоганн Герман Цукерторт, Шимон Вінавер |                                          | Джозеф Генрі Блекберн                  |

## 1881—1900
| Рік  | Місце проведення   | Переможець                                           | Друге місце                                                                      | Третє місце                             |
| ---- | ------------------ | ---------------------------------------------------- | -------------------------------------------------------------------------------- | --------------------------------------- |
| 1880 | Вісбаден           | Джозеф Генрі Блекберн, Бертольд Енґліш, Адольф Шварц |                                                                                  |                                         |
| 1881 | Берлін             | Джозеф Генрі Блекберн                                | Йоганн Герман Цукерторт                                                          | Шимон Вінавер, Михайло Чигорін          |
| 1882 | Відень             | Шимон Вінавер, Вільгельм Стейніц                     |                                                                                  | Джеймс Мезон                            |
| 1883 | Лондон             | Йоганн Герман Цукерторт                              | Вільгельм Стейніц                                                                | Джозеф Генрі Блекберн                   |
| 1883 | Нюрнберг           | Шимон Вінавер                                        | Джозеф Генрі Блекберн                                                            | Джеймс Мезон                            |
| 1885 | Гамбург            | Ісидор Ґунсберґ                                      | Джозеф Генрі Блекберн, Макс Вайсс, Бертольд Енґліш, Джеймс Мезон, Зіґберт Тарраш |                                         |
| 1887 | Франкфурт-на-Майні | Джордж Генрі Макензі                                 | Джозеф Генрі Блекберн, Макс Вайсс                                                |                                         |
| 1888 | Бредфорд           | Ісидор Ґунсберґ                                      | Джордж Генрі Макензі                                                             | Курт фон Барделебен, Джеймс Мезон       |
| 1889 | Нью-Йорк           | Макс Вайсс, Михайло Чигорін                          |                                                                                  | Ісидор Ґунсберґ                         |
| 1889 | Бреслау            | Зіґберт Тарраш                                       | Амос Берн                                                                        | Жак Мізес                               |
| 1890 | Манчестер          | Зіґберт Тарраш                                       | Джозеф Генрі Блекберн                                                            | Генрі Берд, Джордж Генрі Макензі        |
| 1892 | Лондон             | Емануїл Ласкер                                       | Джозеф Генрі Блекберн                                                            | Джеймс Мезон                            |
| 1894 | Ляйпциг            | Зіґберт Тарраш                                       | Пауль Ліпке                                                                      | Ріхард Тайхманн                         |
| 1895 | Гастінґс           | Гаррі Нельсон Пільсбері                              | Михайло Чигорін                                                                  | Емануїл Ласкер                          |
| 1895 | Санкт-Петербург    | Емануїл Ласкер                                       | Гаррі Нельсон Пільсбері, Вільгельм Стейніц                                       |                                         |
| 1896 | Будапешт           | Рудольф Харузек, Михайло Чигорін                     |                                                                                  | Гаррі Нельсон Пільсбері                 |
| 1896 | Нюрнберг           | Емануїл Ласкер                                       | Ґеза Мароці                                                                      | Гаррі Нельсон Пільсбері, Зіґберт Тарраш |
| 1896 | Відень             | Давид Яновський                                      | Карл Шлехтер                                                                     | Шимон Вінавер, Жак Мізес                |
| 1897 | Берлін             | Рудольф Харузек                                      | Карл Ауґуст Вальбродт                                                            | Джозеф Генрі Блекберн                   |
| 1898 | Відень             | Зіґберт Тарраш                                       | Гаррі Нельсон Пільсбері                                                          | Давид Яновський                         |
| 1898 | Кельн              | Амос Берн                                            | Вільгельм Кон, Рудольф Харузек, Михайло Чигорін                                  |                                         |
| 1899 | Лондон             | Емануїл Ласкер                                       | Ґеза Мароці, Гаррі Нельсон Пільсбері, Давид Яновський                            |                                         |
| 1899 | Відень             | Ґеза Мароці                                          | Міклош Броді, Карл Шлехтер                                                       |                                         |
| 1900 | Париж              | Емануїл Ласкер                                       | Гаррі Нельсон Пільсбері                                                          | Ґеза Мароці, Френк Маршалл              |
| 1900 | Мюнхен             | Ґеза Мароці, Гаррі Нельсон Пільсбері, Карл Шлехтер   |                                                                                  |                                         |

## 1901—1914
| Рік  | Місце проведення               | Переможець                               | Друге місце                     | Третє місце                      |
| ---- | ------------------------------ | ---------------------------------------- | ------------------------------- | -------------------------------- |
| 1901 | Монте-Карло                    | Давид Яновський                          | Карл Шлехтер                    | Теодор фон Шеве, Михайло Чигорін |
| 1902 | Ганновер                       | Давид Яновський                          | Гаррі Нельсон Пільсбері         | Генрі Ернест Аткінс              |
| 1902 | Монте-Карло                    | Ґеза Мароці                              | Гаррі Нельсон Пільсбері         | Давид Яновський                  |
| 1903 | Монте-Карло                    | Зіґберт Тарраш                           | Ґеза Мароці                     | Гаррі Нельсон Пільсбері          |
| 1903 | Відень                         | Михайло Чигорін                          | Френк Маршалл                   | Ґеорґ Марко                      |
| 1904 | Кембридж Спрінґс               | Френк Маршалл                            | Емануїл Ласкер, Давид Яновський |                                  |
| 1904 | Монте-Карло                    | Ґеза Мароці                              | Карл Шлехтер                    | Френк Маршалл                    |
| 1905 | Остенде                        | Ґеза Мароці                              | Зіґберт Тарраш, Давид Яновський |                                  |
| 1905 | Бармен                         | Ґеза Мароці, Давид Яновський             |                                 | Френк Маршалл                    |
| 1906 | Остенде                        | Карл Шлехтер                             | Ґеза Мароці                     | Акіба Рубінштейн                 |
| 1906 | Нюрнберг                       | Френк Маршалл                            | Олдржих Дурас                   | Лео Форґач, Карл Шлехтер         |
| 1907 | Карлсбад                       | Акіба Рубінштейн                         | Ґеза Мароці                     | Пауль Саладін Леонгардт          |
| 1907 | Остенде (турнір гросмейстерів) | Зіґберт Тарраш                           | Карл Шлехтер                    | Френк Маршалл, Давид Яновський   |
| 1907 | Остенде (турнір майстрів)      | Йосип Бернштейн, Акіба Рубінштейн        |                                 | Жак Мізес, Арон Німцович         |
| 1908 | Відень                         | Олдржих Дурас, Ґеза Мароці, Карл Шлехтер |                                 |                                  |
| 1908 | Прага                          | Олдржих Дурас Карл Шлехтер               |                                 | Акіба Рубінштейн                 |
| 1909 | Санкт-Петербург                | Емануїл Ласкер, Акіба Рубінштейн         |                                 | Олдржих Дурас, Рудольф Шпільман  |
| 1910 | Гамбург                        | Карл Шлехтер                             | Олдржих Дурас                   | Арон Німцович                    |
| 1911 | Сан-Себастьян                  | Хосе Рауль Капабланка                    | Мілан Відмар, Акіба Рубінштейн  |                                  |
| 1911 | Карлсбад                       | Ріхард Тайхманн                          | Акіба Рубінштейн, Карл Шлехтер  |                                  |
| 1912 | Сан-Себастьян                  | Акіба Рубінштейн                         | Арон Німцович, Рудольф Шпільман |                                  |
| 1912 | Бреслау                        | Олдржих Дурас, Акіба Рубінштейн          |                                 | Ріхард Тайхманн                  |
| 1912 | П'єштяни                       | Акіба Рубінштейн                         | Рудольф Шпільман                | Френк Маршалл                    |
| 1914 | Санкт-Петербург                | Емануїл Ласкер                           | Хосе Рауль Капабланка           | Олександр Алехін                 |
| 1914 | Маннгайм                       | Олександр Алехін                         | Мілан Відмар                    | Рудольф Шпільман                 |

## 1915—1939
| Рік     | Місце проведення                             | Переможець                                       | Друге місце                                                       | Третє місце                               |
| ------- | -------------------------------------------- | ------------------------------------------------ | ----------------------------------------------------------------- | ----------------------------------------- |
| 1915    | Нью-Йорк                                     | Хосе Рауль Капабланка                            | Френк Маршалл                                                     | Авраам Купчик, Оскар Хаєс                 |
| 1916    | Нью-Йорк                                     | Хосе Рауль Капабланка                            | Борис Костіч, Авраам Купчик, Давид Яновський                      |                                           |
| 1918    | Нью-Йорк                                     | Хосе Рауль Капабланка                            | Борис Костіч                                                      | Френк Маршалл                             |
| 1918    | Берлін                                       | Емануїл Ласкер                                   | Акіба Рубінштейн                                                  | Карл Шлехтер                              |
| 1919    | Гастінґс                                     | Хосе Рауль Капабланка                            | Борис Костіч                                                      | Джордж Алан Томас, Фредерік Єйтс          |
| 1920    | Гетеборг                                     | Ріхард Реті                                      | Акіба Рубінштейн                                                  | Юхим Боголюбов                            |
| 1920    | Берлін                                       | Дьюла Бреєр                                      | Юхим Боголюбов, Ксавери Тартаковер                                |                                           |
| 1921    | Кіль                                         | Юхим Боголюбов                                   | Альфред Брінкман                                                  | Фрідріх Земіш                             |
| 1921    | Будапешт                                     | / Олександр Алехін                               | Ернст Ґрюнфельд                                                   | Борис Костіч, Ксавери Тартаковер          |
| 1921    | Гаага                                        | / Олександр Алехін                               | Ксавери Тартаковер                                                | Акіба Рубінштейн                          |
| 1922    | П'єштяни                                     | Юхим Боголюбов                                   | Олександр Алехін, Рудольф Шпільман                                |                                           |
| 1922    | Лондон                                       | Хосе Рауль Капабланка                            | Олександр Алехін                                                  | Мілан Відмар                              |
| 1922    | Тепліце-Шанов                                | Ріхард Реті, Рудольф Шпільман                    |                                                                   | Ернст Ґрюнфельд, Ксавери Тартаковер       |
| 1922    | Відень                                       | Акіба Рубінштейн                                 | Ксавери Тартаковер                                                | Генріх Вольф                              |
| 1923    | Карлові Вари                                 | / Олександр Алехін, Юхим Боголюбов, Ґеза Мароці  |                                                                   |                                           |
| 1923    | Моравська Острава                            | Емануїл Ласкер                                   | Ріхард Реті                                                       | Ернст Ґрюнфельд                           |
| 1923    | Марґейт                                      | Ернст Ґрюнфельд                                  | Олександр Алехін, Юхим Боголюбов, Андре Мюффан, Реджинальд Мічелл |                                           |
| 1923    | Копенгаген                                   | Арон Німцович                                    | Ксавери Тартаковер, Фрідріх Земіш                                 |                                           |
| 1924    | Мерано                                       | Ернст Ґрюнфельд                                  | Рудольф Шпільман                                                  | Акіба Рубінштейн                          |
| 1924    | Нью-Йорк                                     | Емануїл Ласкер                                   | Хосе Рауль Капабланка                                             | Олександр Алехін                          |
| 1925    | Баден-Баден                                  | Александр Алехін                                 | Акіба Рубінштейн                                                  | Фрідріх Земіш                             |
| 1925    | Вроцлав                                      | Юхим Боголюбов                                   | Арон Німцович                                                     | Акіба Рубінштейн, Генріх Ваґнер           |
| 1925    | Москва                                       | Юхим Боголюбов                                   | Емануїл Ласкер                                                    | Хосе Рауль Капабланка                     |
| 1926    | Дрезден                                      | Арон Німцович                                    | Александр Алехін                                                  | Акіба Рубінштейн                          |
| 1926    | Берлін                                       | Юхим Боголюбов                                   | Акіба Рубінштейн                                                  | Карл Ауес                                 |
| 1926    | Чикаго                                       | Френк Маршалл                                    | Карлос Торре                                                      | Ґеза Мароці                               |
| 1926    | Земмерінґ                                    | Рудольф Шпільман                                 | Александр Алехін                                                  | Мілан Відмар                              |
| 1927    | Бад Ніндорф                                  | Арон Німцович                                    | Ксавери Тартаковер                                                | Едґар Колле                               |
| 1927    | Кечкемет                                     | Олександр Алехін                                 | Арон Німцович, Лайош Штейнер                                      |                                           |
| 1927    | Лондон                                       | Арон Німцович                                    | Ксавери Тартаковер                                                | Френк Маршалл                             |
| 1927    | Нью-Йорк                                     | Хосе Рауль Капабланка                            | Олександр Алехін                                                  | Арон Німцович                             |
| 1928    | Берлін                                       | Хосе Рауль Капабланка                            | Арон Німцович                                                     | Рудольф Шпільман                          |
| 1928    | Бад-Кіссінґен                                | Юхим Боголюбов                                   | Хосе Рауль Капабланка                                             | Макс Ейве, Акіба Рубінштейн               |
| 1928    | Будапешт                                     | Хосе Рауль Капабланка                            | Френк Маршалл                                                     | Рудольф Шпільман                          |
| 1929    | Будапешт                                     | Хосе Рауль Капабланка                            | Акіба Рубінштейн                                                  | Ксавери Тартаковер                        |
| 1929    | Карлові Вари                                 | Арон Німцович                                    | Хосе Рауль Капабланка                                             | Рудольф Шпільман                          |
| 1929    | Роґашка Слатіна                              | Акіба Рубінштейн                                 | Сало Флор                                                         | Ґеза Мароці, Вася Пірц, Шандор Такач      |
| 1930    | Франкфурт                                    | Арон Німцович                                    | Айзек Кешден                                                      | Карл Ауес, Пауль Ліст                     |
| 1930    | Льєж                                         | Ксавери Тартаковер                               | Мір Султан-Хан                                                    | Карл Ауес, Едґар Колле, Арон Німцович     |
| 1930    | Ніцца                                        | Ксавери Тартаковер                               | Джордж Алан Томас                                                 | Євген Зноско-Боровський                   |
| 1930    | Сан-Ремо                                     | Олександр Алехін                                 | Арон Німцович                                                     | Акіба Рубінштейн                          |
| 1930    | Скарборо                                     | Едґар Колле                                      | Ґеза Мароці                                                       | Акіба Рубінштейн                          |
| 1930/31 | Гастінґс                                     | Макс Ейве                                        | Хосе Рауль Капабланка                                             | Мір Султан-Хан                            |
| 1931    | Блед                                         | Олександр Алехін                                 | Юхим Боголюбов                                                    | Арон Німцович                             |
| 1931    | Роттердам                                    | Сало Ландау                                      | Едґар Колле                                                       | Ксавери Тартаковер                        |
| 1932    | Бад Сліач                                    | Сало Флор                                        | Мілан Відмар                                                      | Вася Пірц                                 |
| 1932    | Лондон                                       | Олександр Алехін                                 | Сало Флор                                                         | Айзек Кешден, Мір Султан-Хан              |
| 1932    | Берн                                         | Олександр Алехін                                 | Макс Ейве, Сало Флор                                              |                                           |
| 1932    | Пасадена (Каліфорнія)                        | Олександр Алехін                                 | Айзек Кешден                                                      | Артур Дейк                                |
| 1933    | Париж                                        | Олександр Алехін                                 | Ксавери Тартаковер                                                | Абрам Барац, Андор Лілієнталь             |
| 1933    | Схевенінґен                                  | Сало Флор                                        | Юхим Боголюбов, Ґеза Мароці                                       |                                           |
| 1933/34 | Гастінґс                                     | Сало Флор                                        | Олександр Алехін, Андор Лілієнталь                                |                                           |
| 1934    | Цюрих                                        | Олександр Алехін                                 | Макс Ейве, Сало Флор                                              |                                           |
| 1934    | Ленінград                                    | Михайло Ботвинник                                | Микола Рюмін, Петро Романовський                                  |                                           |
| 1934    | Уйпешт                                       | Андор Лілієнталь                                 | Вася Пірц                                                         | Сало Флор, Пауліно Фридман                |
| 1934    | Сірак'юс                                     | Самуель Решевський                               | Айзек Кешден                                                      | Артур Дейк, Рубен Файн                    |
| 1934/35 | Гастінґс                                     | Макс Ейве, Джордж Алан Томас, Сало Флор          |                                                                   |                                           |
| 1935    | Москва                                       | Михайло Ботвинник                                | Сало Флор                                                         | Емануїл Ласкер                            |
| 1935    | Оребро                                       | Олександр Алехін                                 | Ерік Лундін                                                       | Ґідеон Штальберґ                          |
| 1935    | Марґейт                                      | Самуель Решевський                               | Хосе Рауль Капабланка                                             | Джордж Алан Томас                         |
| 1935/36 | Гастінґс                                     | Рубен Файн                                       | Сало Флор                                                         | Ксавери Тартаковер                        |
| 1936    | Амстердам                                    | Макс Ейве, Рубен Файн                            |                                                                   | Олександр Алехін                          |
| 1936    | Бад Наугайм                                  | Олександр Алехін                                 | Пауль Керес                                                       | Карл Ауес                                 |
| 1936    | Дрезден                                      | Олександр Алехін                                 | Людвіґ Енґельс                                                    | Ґеза Мароці, Ґідеон Штальберґ             |
| 1936    | Марґейт                                      | Сало Флор                                        | Хосе Рауль Капабланка                                             | Ґідеон Штальберґ                          |
| 1936    | Ноттінгем                                    | Михайло Ботвинник, Хосе Рауль Капабланка         |                                                                   | Макс Ейве, Самуель Решевський, Рубен Файн |
| 1936    | Москва                                       | Хосе Рауль Капабланка                            | Михайло Ботвинник                                                 | Сало Флор                                 |
| 1936/37 | Гастінґс                                     | Олександр Алехін                                 | Рубен Файн                                                        | Еріх Елісказес                            |
| 1937    | Марґейт                                      | Макс Ейве, Рубен Файн                            |                                                                   | Александр Алехін                          |
| 1937    | Кемері                                       | Владімірс Петровс, Самуель Решевський, Сало Флор |                                                                   |                                           |
| 1937    | Бад Наугайм — Штутгарт — Гарміш-Партенкірхен | Макс Ейве                                        | Олександр Алехін, Юхим Боголюбов                                  |                                           |
| 1937    | Земмерінґ — Баден                            | Пауль Керес                                      | Рубен Файн                                                        | Хосе Рауль Капабланка                     |
| 1937    | Остенде                                      | Генрі Ґроб, Пауль Керес, Рубен Файн              |                                                                   |                                           |
| 1937/38 | Гастінґс                                     | Самуель Решевський                               | Конел Г'ю О'Донел Александер, Пауль Керес                         |                                           |

## 2010—2019
| Рік  | Місце проведення            | Переможець                                       | Друге місце                      | Третє місце                    |
| ---- | --------------------------- | ------------------------------------------------ | -------------------------------- | ------------------------------ |
| 2010 | Реджо-Емілія                | Гата Камський, Золтан Алмаші                     |                                  | Фабіано Каруана, Мікеле Годена |
| 2010 | Вейк-ан-Зеє                 | Магнус Карлсен                                   | Володимир Крамник, Олексій Широв |                                |
| 2010 | Гібралтар                   | Василь Іванчук                                   | Найджел Шорт                     | Кайдо Кулаотс, Михайло Ройз    |
| 2010 | Аерофлот Опен, Москва       | Ле Куанг Льєм                                    | Антон Коробов                    | Олександр Мотильов             |
| 2010 | Лінарес                     | Веселин Топалов                                  | Олександр Грищук                 | Левон Аронян                   |
| 2010 | Меморіал Капабланки, Гавана | Василь Іванчук                                   | Ян Непомнящий                    | Леньєр Домінгес                |
| 2010 | Базна                       | Магнус Карлсен                                   |                                  |                                |
| 2010 | Дортмунд                    | Руслан Пономарьов                                | Ле Куанг Льєм                    |                                |
| 2010 | Більбао                     | Крамник Володимир Борисович                      |                                  |                                |
| 2010 | Нанкін                      | Магнус Карлсен                                   | Вішванатан Ананд                 | Етьєн Бакро                    |
| 2010 | Хогевен                     | Максим Ваш'є-Лаграв                              | Олексій Широв                    | Аніш Гірі                      |
| 2010 | Меморіал Таля 2010, Москва  | Левон Аронян, Сергій Карякін, Шахріяр Мамедьяров |                                  |                                |
| 2010 | Лондон                      | Магнус Карлсен                                   | Вішванатан Ананд                 | Люк Макшейн                    |

- 2011 Реджо-Емілія Гашимов, Вальєхо Понс
- 2011 Вейк-ан-Зеє Накамура
- 2011 Гібралтар Іванчук
- 2011 Аерофлот Ле Куанг Liem, Вітюгов, Томашевський
- 2011 Гавана Іванчук, Ле Куанг Liem
- 2011 Bazna Карлсен, Карякін
- 2011 Biel Карлсен
- 2011 Дортмунд Крамник
- 2011 Ханти-Мансійськ (Шахи Чемпіонат світу 2011) Свідлер
- 2011 Сан-Паулу Більбао Карлсен
- 2011 Пойковський Бакро
- 2011 Саратов Морозевич
- 2011 Хогевен Крамник
- 2011 Москва Аронян, Карлсен
- 2011 Лондон (шахи Класичні) Крамник
- 2012 Реджо-Емілія Гирі
- 2012 Вейк-ан-Зеє Аронян
- 2012 Гібралтар Шорт
- 2012 Гавана Іванчук
- 2012 Мальме Каруана
- 2012 Москва Карлсен
- 2012 Дортмунд Каруана
- 2012 Biel Ван Хао
- 2012 Лондон (Гран-прі) Топалов, Гельфанд, Мамедьяров
- 2012 Пойковський Яковенко
- 2012 Сан-Паулу Більбао Карлсен
- 2012 Bazna Іванчук
- 2012 Ташкент (Гран-прі) Карякін, Ван Хао, Морозевич
- 2012 Лондон Карлсен
- 2012 Нью-Делі Коробов
- 2013 Вейк-ан-Зеє Карлсен
- 2013 Гібралтар Вітюгов
- 2013 Цуг (Гран-прі) Топалов
- 2013 Баден-Баден Ананд
- 2013 Цюрих Каруана
- 2013 Меморіал Альохіна Аронян
- 2013 Меморіал Таля Гельфанд
- 2013 Салоніки (Гран-прі) Домінгес
- 2013 Дортмунд Адамс
- 2013 Biel Vachier-Лягроб
- 2013 Пекін (Гран-прі) Мамед'яров
- 2013 Ставангер (Норвегія Шахи) Карякін
- 2013 Кубок світу Крамник
- 2013 Saint Louis (Кубок Sinquefield) Карлсен
- 2013 Paris (Гран-прі) Каруана, Гельфанд
- 2013 Bazna Каруана
- 2014 Вейк-ан-Зеє Аронян
- 2014 Цюрих Карлсен
- 2014 Шамкір Карлсен
- 2014 Ставангер (Норвегія) Карякін
- 2014 Дортмунд Каруана
- 2014 Biel Vachier-Lagrave
- 2014 Saint Louis (Кубок Sinquefield) Каруана